# Tathothripa subdeflexa
Tathothripa subdeflexa är en fjärilsart som beskrevs av Embrik Strand 1917. Tathothripa subdeflexa ingår i släktet Tathothripa och familjen trågspinnare. Inga underarter finns listade i Catalogue of Life.